# يان صموئيل
يان صموئيل (بالإنجليزية: Ian Samuel)‏ (و. 1915 – 2010 م) هو دبلوماسي، من المملكة المتحدة، ولد في كولشيستر، توفي عن عمر يناهز 95 عاماً.

## التعليم
تعلم في مدرسة رغبي ‏، وكلية سانت جون، أوكسفورد.

## الخدمة العسكرية
خدم في سلاح الجو الملكي.

## جوائز
حصل على جوائز منها:
- قائد الوسام الفيكتوري الملكي
- شريك وسام القديس ميخائيل والقديس جورج.